# Vlag van Bavel

Dorpsvlag van Bavel

De vlag van Bavel werd op 22 december 2011 vastgesteld door de gemeenteraad van Breda als de dorpsvlag van het Nederlandse dorp Bavel. De vlag kan als volgt worden beschreven:
Een vlag, over het midden van de scheiding en broeking en vlucht gevierendeeld van wit, groen, rood en wit; met in het witte vlak aan de broektop een rode koe.
De koe is ontleend aan het dorpswapen.

## Verwante afbeeldingen

Wapen van Bavel
Vlag van Galder
Vlag van Strijbeek
Vlag van Ulvenhout

Acht
· Alphen
· Bavel
· Berghem
· Berlicum
· Biest-Houtakker
· Borkel en Schaft
· Chaam
· Cromvoirt
· Cuijk
· Den Dungen
· Dinteloord
· Effen
· Esch
· Galder
· Geeren-Noord
· Gemonde
· Haagse Beemden
· Haaren
· Halsteren
· Helvoirt
· Herpen
· Heusden
· Langenboom
· Leur
· Megen, Haren en Macharen
· Moergestel
· Nieuw-Vossemeer
· Nuland
· Olland
· Orthen
· Princenhage
· Ravenstein
· Rosmalen
· Sint-Michielsgestel
· Sprang
· Steenbergen
· Strijbeek
· Teteringen
· Ulvenhout
· Udenhout
· Velp
· Vierlingsbeek
· Waspik
· Wintelre